# Црква Силаска Светог духа у Кораћици
Црква Силаска Светог духа у Кораћици, насељеном месту на територији општине Младеновац, подигнута је 1858. године, припада Епархији шумадијској Српске православне цркве.